# Marie Nordlinger
Marie Nordlinger (coneguda també com a Madame Riefstahl) (Manchester, Regne Unit, 1871 – 1961), fou una amiga i corresponsal de l'escriptor Marcel Proust, a qui conegué a París el 1896. Era cosina del músic i amic de Proust Reynaldo Hahn. Va ajudar a Marcel Proust, que no dominava l'anglès, en les seves traduccions al francès de les obres de John Ruskin, The Bible of Amiens i Sesame and Lilies. Jugà un rol important per al coneixement de l'obra del pintor Whistler per part de Proust. Es considera que podria haver inspirat en part alguns dels episodis de la Recerca relatius al personatge Albertine.